# Ерназаров, Сарбон
Сарбон Ерназаров (род. 6 октября 1992) — узбекский самбист, бронзовый призёр первенств мира 2009 и 2010 годов среди юношей, серебряный призёр чемпионата Азии, победитель и призёр розыгрышей Кубка мира, бронзовый призёр чемпионатов мира, победитель и призёр международных турниров. 

## Биография
Выступал в первой (до 68 кг) и второй (до 74 кг) полусредней весовых категориях. Во время учёбы в Москве тренировался в клубе «Самбо-70». Его тренерами в этот период были Дмитрий Жиляев, Михаил Коробейников, Дроков. В 2021 году на чемпионате мира в Ташкенте в финальной схватке укусил россиянина Никиту Клецкова и был дисквалифицирован.